# Аріадна Стебельська
Аріядна Арсенівна Стебельська (дошлюбне прізвище — Шумовська, псевдоніми — Аріядна Шум, А. С., А. Ш.; 23 серпня 1919, Гнівань — 6 червня 2002, Торонто) — українська поетеса, прозаїк, літературний критик, мистецтвознавець, журналіст, маляр, скульптор. Член Асоціації діячів української культури (голова її Торонтського відділу), Української спілки образотворчих мистців, Ліги українок Канади, дійсний і почесний член Наукового товариства імені Шевченка, співорганізатор та учитель Курсів українознавства імені Юрія Липи в Українському культурному центрі в Торонто. Дружина мистецтвознавця Богдана Стебельського з 1939 року.

## З біографії
Народилася 23 серпня 1919 року у селі Гнівані (нині місто Вінницької області, Україна). У 1923 році її сім'я переїхала до Кракова у Польщі, де вона закінчила гімназію, вчилася в Ягеллонському університеті та в Академії мистецтв. Під час Другої світової війни учителювала у середніх школах у Самборі та Яворові, а також разом із чоловіком розписувала церкви на Бойківщині.
Після війни з чоловіком і двома дітьми опинилася в Німеччині, де продовжувала займатися мистецтвом і почала працювати вихователькою молоді. У 1949 році емігрувала до Канади, де оселилась у Ванкувері, у 1954 році переїхала до Торонто. 1969 року закінчила відділ славістики Оттавського університету; 1975 року — педагогічний факультет Торонтського університету. Захистила дисертацію «Шевченкова метафора» в Українському вільному університеті у Мюнхені. Працювала медсестрою, згодом у редакції «Гомону України», перекладачем.
Після здобуття вищої освіти в Канаді викладала  історію й теорію образотворчого мистецтва, художнє читання й сценічну гру, українську мову та літературу, французьку й німецьку мови в середніх школах, на курсах українознавства в Торонто. Померла в Торонто 6 червня 2002 року.

## Творчість
Науково-творчий доробок становить близько 40 наукових праць, 400 статей й есе, які друкувалися в українській пресі, зокрема у збірниках НТШ, в секції «Література і Мистецтво» газети «Гомін України», журналах «Естафета», «Визвольний Шлях» та інших. У них друкувалися і її поезії.
Автор праці «Проповідництво Кирила Турівського» (1977) та інших праць на літературні та мистецькі теми. Серед письменників, чию творчість досліджувала Стебельська, — Тарас Шевченко, Леся Українка. Серед праць:
- Проповідництво Кирила Турівського. — Рим, 1977. — 94 с.
- Пролісок, що зацвів у переднівок Воскресіння (Поезія Ірини Сеник). — 1992. [Архівовано 12 жовтня 2007 у Wayback Machine.]
- Оксана Лятуринська // Збірник наукових праць Канадського НТШ. — Торонто, 1993. — Т. 33.
- Шевченкова молитва // Збірник наукових праць Канадського НТШ. — Торонто, Онтаріо, Канада, 1993. — С. 143—160.
- Україна в творчості Лесі Українки // Жива вода. — 2002. — № 2. — С. 1.
- Шевченкова концепція української держави // Дивослово. — 2004. — № 3. — С. 13—16.
- Стебельська А. «Тренос» Ігоря Калинця; «За Україну його замучили» // Збірник наукових праць Канадського НТШ / За ред. Б. Стебельського. — Торонто, 1993. — С.326—332; 340—345.
- Шум А. Тарас Шевченко і нескорені // Естафета. Збірник АДУК. — Нью-Йорк — Торонто, 1974. — С. 43—57.

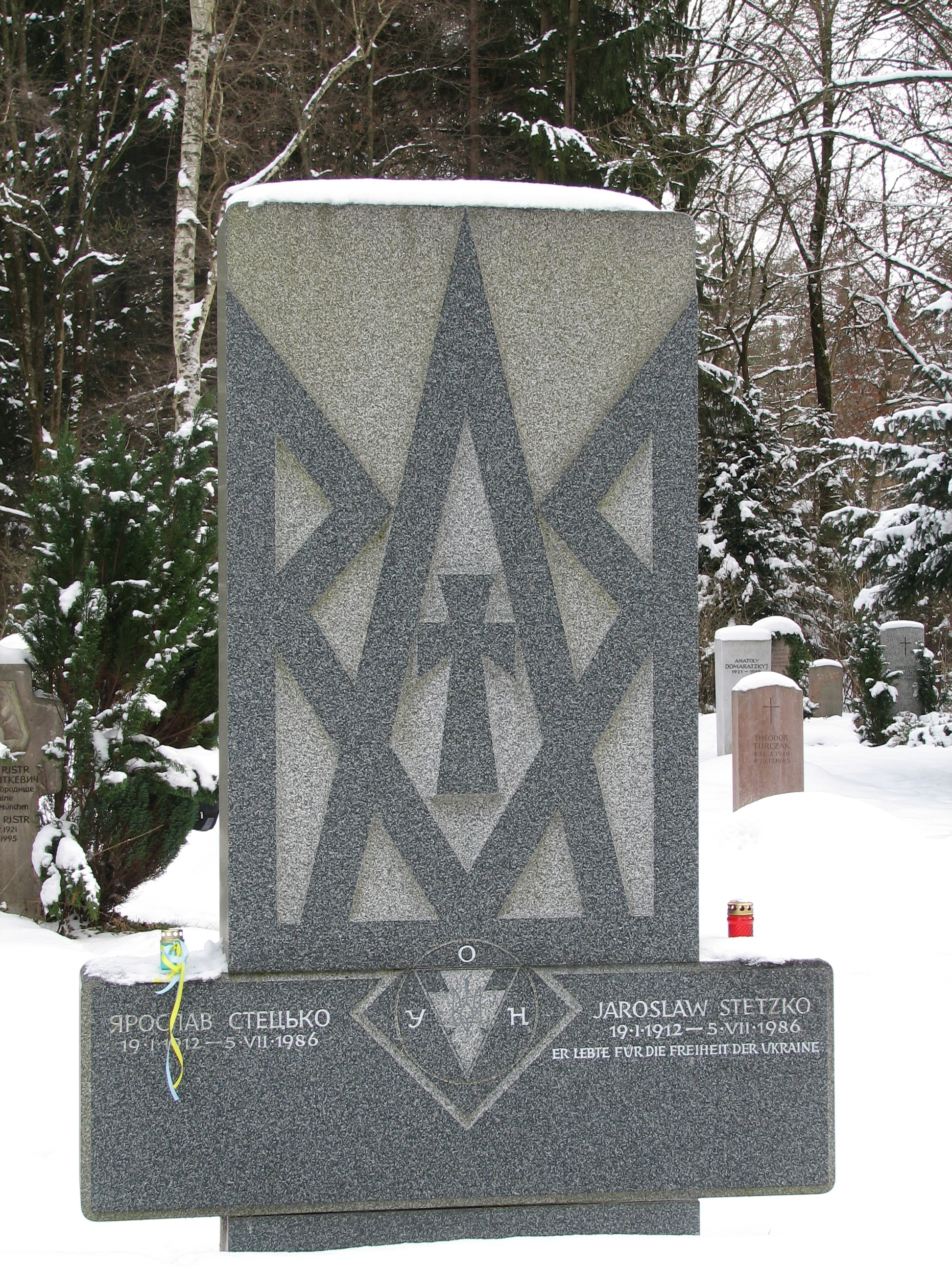
Надгробок Ярослава Стецька.

Створила понад 40 скульптурних композицій. Автор надгробка на могилі Ярослава Стецька на цвинтарі Вальдфрідгоф у Мюнхені.

## Вшанування пам'яті
3 березня 2020 року на Вінниччині відбувся просвітницький семінар, присвячений життю та діяльності Аріадни Стебельської.